# Зубарев, Владимир Юрьевич
Влади́мир Ю́рьевич Зу́барев (5 января 1993, Волгоград) — российский футболист, опорный полузащитник.

## Карьера
Начинал заниматься футболом в волгоградской СДЮСШОР №19 «Олимпия». В 14 лет Зубарева заметили скауты московского «Спартака» и пригласили в Академию столичного клуба. Первоначально играл нападающего, но из-за высокой конкуренции не попадал в состав и тренеры перевели его в полузащиту на позицию опорного хавбека.
24 сентября 2010 года дебютировал за дублирующий состав красно-белых в домашнем матче против «Амкара». Начиная с сезона 2013/2014 играл за фарм-клуб — «Спартак-2», сначала во втором дивизионе, а затем в ФНЛ.
29 декабря 2015 года подписал контракт с ФК «Уфа» сроком на 3,5 года. Дебютировал в основном составе уфимцев 6 марта 2016 года в домашнем матче РФПЛ против «Мордовии» (1:1).
1 декабря 2018 года по обоюдному согласию сторон ФК «Уфа» расторг трудовой контракт с Зубаревым.
19 августа 2020 года подписал контракт с белорусским клубом «Сморгонь».

## Достижения
Спартак (Москва)
- Победитель молодёжного первенства России (2): 2010, 2012/13

 Спартак-2 (Москва)
- Победитель Первенства ПФЛ: 2014/15 (зона «Запад»)